# Fluorur d'alumini
El fluorur d'alumini (AlF₃) és un compost inorgànic que s'usa principalment en la producció d'alumini. Aquest sòlid incolor es pot preparar sintèticament, però també es presenta a la natura com a mineral com per exemple la rosenbergita (trihidratat) i l'oskarssonita (no hidratat).

## Producció
La majoria del fluorur d'alumini es produeix en tractar la alúmina amb àcid fluorhídric gasós a 700 °C. També es pot usar àcid fluorosilícic per fabricar fluorur d'alumini: H₂SiF₆ + Al₂O₃ 3H₂O → 2AlF₃ + 3SiO₂ + 4H₂O
Alternativament, es fabrica per descomposició tèrmica de hexafluoroaluminat d'amoni. Per preparacions de laboratori a petita escala, l'AlF₃ també pot preparar tractant hidròxid d'alumini o alumini metàl·lic amb fluorur d'hidrogen.

## Estructura
La seva estructura adopta la forma del triòxid de reni, amb octaedres AlF₆ distorsionats. Cada fluor està connectat a dos centres d'alumini. A causa de la seva estructura polimèrica tridimensional, l'AlF₃ té un alt punt de fusió. Els altres trihalurs d'alumini en estat sòlid presenten estructures diferents: l'AlCl₃ té una estructura de capa i AlBr₃ i AlI₃ són dímers moleculars. També tenen baixos punts de fusió i s'evaporen fàcilment per a produir dímers. En la fase gasosa el fluorur d'alumini es troba en forma de molècules trigonals de simetria D₃H. Les longituds dels enllaços Al-F d'aquesta molècula gasosa són 163 pm.

## Aplicacions
El fluorur d'alumini és un additiu important per a la producció d'alumini per electròlisi. Juntament amb la criolita, redueix el punt de fusió per sota dels 1000 °C i augmenta la conductivitat de la solució. És en aquesta sal fosa on es dissol l'òxid d'alumini i després s'electrolitza per donar alumini metàl·lic.
Els complexos de fluorur d'alumini s'utilitzen per estudiar els aspectes mecànics de les reaccions de fosforilació en biologia, que són d'importància fonamental per a les cèl·lules, ja que els anhídrids d'àcid fosfòric com l'ATP i el GTP controlen la majoria de les reaccions involucrades en el metabolisme, el creixement i la diferenciació. L'observació que el fluorur d'alumini pot unir-se i activar proteïnes G heterotrimèriques ha demostrat ser útil per a l'estudi de l'activació de la proteïna G in vivo, per a l'elucidació d'estructures tridimensionals de diverses GTPases i per comprendre el mecanisme bioquímic de la hidròlisi de GTP incloent-hi el paper de les proteïnes activadores de GTPasa.

## Seguretat
La dosi letal oral de l'animal reportada amb fluorur d'alumini (DL50) és de 0,1 g/kg. L'exposició repetida o prolongada per inhalació pot causar asma i pot tenir efectes en els ossos i el sistema nerviós, el que ocasiona alteracions òssies (fluorosi) i deteriorament del sistema nerviós.
Molts dels efectes neurotòxics del fluorur es deuen a la formació de complexos de fluorur d'alumini, que imiten l'estructura química d'un fosfat i influeixen en l'activitat de les fosfohidrolases ATP i la fosfolipasa D d'ATP. Només es necessiten concentracions micromolars d'alumini per formar fluorur d'alumini.
L'exposició humana a l'fluorur d'alumini pot ocórrer en un entorn industrial, com les emissions d'un procés de reducció d'alumini,o quan una persona ingereix una font de fluorur (per exemple, fluorur en aigua potable o residus de pesticides a base de fluorur) i una font d'alumini; les fonts d'exposició humana a l'alumini inclouen aigua potable, te, residus d'aliments, preparats per a lactants, antiàcids o medicaments que contenen alumini, desodorants, cosmètics i cristalleria. Els productes químics de fluorització també poden contenir fluorur d'alumini. Les dades sobre els efectes neurotòxics potencials de l'exposició crònica a les espècies d'alumini que hi ha a l'aigua són limitats.